# فرودگاه لوانگ‌نامزا
فرودگاه لوانگ‌نامزا (به انگلیسی: Louangnamtha Airport) یک فرودگاه همگانی و غیرنظامی با کد یاتا LXG است که یک باند فرود آسفالت دارد و طول باند آن ۱۶۰۰ متر است. این فرودگاه در کشور لائوس قرار دارد و در ارتفاع ۶۰۰ متری از سطح دریا واقع شده است.